# Iratxo
Iratxo, Gorritxiki, Aiharra-Haio sont des lutins maléfiques dans la mythologie basque. Ce sont des accompagnateurs du diable (deabru) et sont parfois décrits comme des diablotins.

## Étymologie
Selon le dictionnaire, iratxo signifie « lutin, fantôme, esprit ».
Son nom est cependant directement associé à la fougère (iratze en basque).
De nos jours, il est utilisé, comme dans beaucoup d'autres cas, en guise de prénom masculin bien qu'il ne soit pas très répandu. Il semble qu'on le confonde avec la version féminine, Iratxe ou Iratze, bien qu'étymologiquement il n'ait rien à voir.
Gorri signifie « rouge » en basque. Txiki, Ttippi ou Txippi sont des variantes pour désigner « petit ».

## Légendes

### Iratxo
Les vieilles légendes biscaïennes faisaient référence à un personnage mythologique particulier, Iratxo, qui est un génie espiègle qui apparaît la nuit. Ce n'est pas un génie maléfique, mais quand il apparaît soudainement la nuit, il donne d'énormes frayeurs. Si quelqu'un le poursuit par curiosité, il se fera un plaisir de le conduire à travers des ravins, des précipices et d'autres endroits dangereux. Son habitat ordinaire est constitué de grottes et de puits.
Un proverbe publié au XVIe siècle (Énonciations et Sentences de 1596) se lit comme suit : Gassoto yrabacia / yrachoen da yracia. Ce dicton nous dit que les bénéfices obtenus de manière abusive, Iratxo vous les enlève. On peut donc en déduire que ce génie est aussi un défenseur de l'honnêteté.
Parfois, il présente une forme humaine, mais bien d'autres fois, il présente la forme d'un animal ; il peut s'agir d'un âne, d'un bélier noir ou souvent d'un oiseau qui tire du feu de sa bouche.

### Gorri txiki
Gorri txiki ou Gorritxiki est le mot en langue basque signifiant « petit rouge » : c'est le nom donné à certains Jentilak (génies) dans la région d'Aia et Orio dans la province du Guipuscoa.
Ils se déplacent rapidement à travers les hauteurs d'Aia. Les habitants de la maison Leoia se saisirent du dernier Gorri txiki et le firent brûler dans leur four à chaux. Avant de mourir le génie jeta cette malédiction :

« Tant que le monde sera monde, à Leioa, il ne manquera pas d'invalide. »

On dit que la malédiction fit effet jusqu'à nos jours.

### Aiharra-Haio
Génies maléfiques au Labourd les Aiharra-haioak sont des diablotins familiers.
La légende raconte qu'à l'époque des débuts de la civilisation basque, lorsque les hommes se sont installés dans les grottes pour former des clans, l'environnement était très hostile et qu'il fallait donc une harmonie pour se défendre contre les agressions extérieures.
Deabru (le diable) y envoya les Aiharra-Haioak pour créer la discorde et pouvoir s'installer pour toujours parmi eux, afin d'obtenir une soumission permanente jusqu'à la destruction de l'homme.
Peu après, leur méchanceté a commencé à faire effet : les gens ont négligé leurs responsabilités. Le feu s'est éteint, les sentinelles qui devaient monter la garde pour prévenir des attaques de bêtes se sont endormies. D'énormes rats peuplaient les grottes car les emakumeak (les femmes) ne nettoyaient plus rien. 
Une nuit ils furent attaqués par des loups, et sans le courage de quelques uns, le désastre aurait été total. Après le danger, une querelle a commencé dans laquelle tout le monde s'accusait, justifiait sa paresse et son manque de volonté. Mari (qui voit tout) comprit que seule avec force elle pourrait se débarrasser les Aiharra-Haioaks. Elle entra dans les grottes et les chassa, puis s'est adressé aux hommes en disant : « Sachez que la discorde est toujours présente sous toutes ses formes. Seule l'union et la coopération mutuelle peuvent prospérer et survivre ».
Depuis lors, les Basques ont appris à rester unis et à combattre les agressions extérieures en faisant preuve de volonté de faire en communauté. Ainsi ils ont persévéré depuis des temps immémoriaux, aboutissant à la plus ancienne civilisation d'Europe... Et la plus résistante de toutes.